# Blízkov
Blízkov (deutsch Bliskau) ist eine Gemeinde im Okres Žďár nad Sázavou (Tschechien). Sie hat 325 Einwohner auf 13,43 km² und somit eine Bevölkerungsdichte von 24 Einw./km².
Blízkov liegt  19 Kilometer südlich von Žďár nad Sázavou, 24 km östlich von Jihlava und 132 km südöstlich von Prag.

## Geschichte
Die erste schriftliche Erwähnung des Dorfes stammt aus dem Jahre 1298.
| Jahr      | 1869 | 1880 | 1890 | 1900 | 1910 | 1921 | 1930 | 1950 | 1961 | 1970 | 1980 | 1991 | 2001 |
| --------- | ---- | ---- | ---- | ---- | ---- | ---- | ---- | ---- | ---- | ---- | ---- | ---- | ---- |
| Einwohner | 568  | 571  | 607  | 525  | 579  | 577  | 536  | 444  | 435  | 421  | 399  | 353  | 340  |

## Gemeindegliederung
Die Gemeinde Blízkov  besteht aus den Ortsteilen Blízkov (Bliskau) und Dědkov (Diedkau), die zugleich auch Katastralbezirke bilden.

## Sehenswürdigkeiten
- St.-Wenzels-Kapelle, erbaut in den Jahren 1969 bis 1973.